# Thomasmühle (Nordhalben)
Thomasmühle ist ein Gemeindeteil des Marktes Nordhalben im Landkreis Kronach (Oberfranken, Bayern).

## Geographie
Der Weiler liegt im tief eingeschnittenen Tal der Rodach. Im Norden befindet sich ein ehemaliger Steinbruch, der als Geotop ausgezeichnet ist. Die Staatsstraße 2198 führt nach Stoffelsmühle (1,5 km südlich) bzw. zu einem Kreisverkehr bei Nordhalben (1,7 km nordwestlich). Gemeindeverbindungsstraßen führen nach Grund zur Kreisstraße KC 23 (0,3 km nordöstlich) und nach Nordhalben (0,7 km westlich).

## Geschichte
Thomasmühle gehörte zur Realgemeinde Nordhalben. Gegen Ende des 18. Jahrhunderts bestand der Ort aus einem Anwesen. Das Hochgericht übte das bambergische Centamt Nordhalben aus. Die Mahlmühle war freieigen und unterstand keinem Grundherrn.
Mit dem Gemeindeedikt wurde Thomasmühle dem 1808 gebildeten Steuerdistrikt Nordhalben und der 1818 gebildeten Munizipalgemeinde Nordhalben zugewiesen.

### Baudenkmäler
- Bahnhof 2/3: Bahnhof Nordhalben
- Thomasmühle 4: Ehemaliges Bahnbediensteten-Wohnhaus

### Einwohnerentwicklung
| Jahr      | 001818 | 001861 | 001871 | 001885 | 001900 | 001925 | 001950 | 001961 | 001970 | 001987 |
| Einwohner | *      | 5      | 6      | 5      | 5      | 28     | 47     | 23     | 36     | 24     |
| Häuser    | *      |        |        | 1      | 1      | 4      | 4      | 4      |        | 6      |
| Quelle    | [ 5 ]  | [ 7 ]  | [ 8 ]  | [ 9 ]  | [ 10 ] | [ 11 ] | [ 12 ] | [ 13 ] | [ 14 ] | [ 1 ]  |

## Religion
Der Ort ist römisch-katholisch geprägt und nach St. Bartholomäus (Nordhalben) gepfarrt.